# Terry Lineen
Terry Lineen (ur. 5 stycznia 1936 w Auckland, zm. 17 lutego 2020 tamże) – nowozelandzki rugbysta grający na pozycji środkowego ataku, reprezentant kraju.
Związany był z klubem Auckland Marist. W latach 1955–1959 dla regionu Auckland rozegrał 57 spotkań, w tym także przeciwko zespołom reprezentacyjnym, w ostatnim sezonie przyczyniając się do zdobycia Ranfurly Shield.
Już w wieku 19 lat znalazł się w orbicie zainteresowania selekcjonerów kadry – uczestniczył w spotkaniach reprezentacji Wyspy Północnej oraz sprawdzianach nowozelandzkiej kadry, debiut w barwach All Blacks zaliczając podczas tournée do Australii w 1957 roku. W kolejnych latach stał się ostoją środka ataku, gdzie często jego partnerem był Frank McMullen, grając przeciw wizytującym w 1958 roku Wallabies i British and Irish Lions w roku 1959 oraz ze Springboks podczas wyprawy do RPA rok później. Łącznie w latach 1957–1960 rozegrał 35 spotkań dla nowozelandzkiej reprezentacji, w tym dwanaście testmeczów; dodatkowo w roku 1958 wyjechał z kadrą U-23 do Japonii.
Karierę zawodniczą zakończył w wieku 24 lat po kontuzji ramienia, której nabawił się w Południowej Afryce. Pozostał jednak związany ze sportem, trenował bowiem zespoły rezerw na poziomie klubowym.
Żonaty z Jeannette, synowie Sean i Troy. Sean Lineen również uprawiał rugby, grał dla Counties Manukau, zaś po wyjeździe do Europy reprezentował Szkocję w 29 testmeczach.